# Droga ekspresowa 89 (Izrael)
Droga ekspresowa 89 (hebr. כביש 89) – jest drogą krajową biegnącą z miasta Naharijja przez Galileę do moszawu Elifelet na północ od Jeziora Tyberiadzkiego w Izraelu.

## Przebieg
Droga nr 89 biegnie równoleżnikowo z zachodu na wschód, od miasta Naharijja do moszawu Elifelet na północ od Jeziora Tyberiadzkiego.

### Równina przybrzeżna
Swój początek bierze w mieście Naharijja na skrzyżowaniu z drogą nr 4. Kieruje się na wschód ulicą HaNassi Ben Cvi i przy wyjeździe z miasta mija położony po stronie północnej Szpital Zachodniej Galilei. Zaraz za szpitalem jest położone skrzyżowanie z drogą prowadzącą na południe do moszawu Ben Ammi. Następnie droga mija okoliczne sady owocowe i opuszcza równinę przybrzeżną Izraela, wjeżdżając między wzgórza Zachodniej Galilei. Przy kibucu Kabri znajduje się skrzyżowanie z drogą nr 70. W rejonie tego skrzyżowania droga nr 89 zaczyna być drogą dwujezdniową. Kilometr za tym skrzyżowaniem jest zjazd do położonej na południu szkoły średniej HaGalil HaMa'arawi.

### Górna Galilea
Na wschód od kibucu Kabri droga nr 89 jedzie wzdłuż wadi strumienia Nachal Gaton i wspina się na zbocza wzgórz Górnej Galilei. Ponad 1 km dalej jest skrzyżowanie z drogą nr 8833, która prowadzi na południowy wschód do kibuców Gaton i Jechi’am. Następne skrzyżowanie umożliwia zjechanie do położonej na północy wioski komunalnej Newe Ziw. Po 7 km dojeżdża się do położonej na północ od drogi miejscowości Mi’ilja. Kawałek dalej jest skrzyżowanie z drogą nr 8833, która prowadzi na południowy zachód do moszawów Me’ona i En Ja’akow. Potem mija się położoną na północy strefę przemysłową Ma’alot i dojeżdża do miasta Ma’alot-Tarszicha. Droga nr 854 umożliwia dojazd do położonej na południowym wschodzie strefy przemysłowej Tefen. Przy wyjeździe z miasta na północ od drogi leży Agam Monfort i skrzyżowanie Tafen z drogą nr 864 prowadzącą na południe do moszawu Chosen. Około 1,5 km dalej jest zjazd do położonego na południu moszawu Curi’el i po kolejnych 2 km jest skrzyżowanie z drogą nr 8944, która prowadzi na północny zachód do moszawu Elkosz. Dalej droga dojeżdża do położonego u północno-zachodnich podnóży masywu góry Meron (1208 m n.p.m.) miasteczka Churfeisz. Odcinek drogi od Elkosz do Churfeisz przeszedł w latach 2010-2012 gruntowną przebudowę. Droga nr 89 przechodzi tutaj w jednojezdniową i po wyjechaniu z miasta dociera do skrzyżowania prowadzącego na szczyt góry Meron. Kawałek dalej dociera się do kibucu Sasa i skrzyżowania z drogą nr 899 prowadzącą na północny zachód do wioski komunalnej Mattat i na północny wschód do moszawu Dowew. Kilometr dalej jest skrzyżowanie z drogą prowadzącą na północ do kibucu Ciwon. Potem droga dociera do miejscowości Dżisz, w której wykręca na południe omijając od wschodu górę Meron. Po drodze mija się położony na zachodzie moszaw Kefar Choszen, na wschodzie wioskę komunalną Bar Jochaj. W moszawie Meron jest skrzyżowanie z drogą nr 866, prowadzącą dalej na południe do moszawu Kefar Szammaj. Natomiast droga nr 89 wykręca tutaj na wschód o po 5 km dociera do skrzyżowania z drogą nr 886 przy bazie wojskowej Ein Zeitim – jest tu zjazd do położonego na północy moszawu Dalton. Tuż za skrzyżowaniem od drogi nr 886 odbija w kierunku południowo-wschodnim droga nr 8900 prowadząca do wioski komunalnej Birijja. Droga nr 89 wykręca dalej na południe i dociera do miasta Safed. Przy wyjeździe z miasta droga wykręca na południowy wschód i przejeżdża przez most nad wadi strumienia Akbara.

### Rów Jordanu
Po minięciu Safedu droga nr 89 zaczyna zjeżdżać do depresji Rowu Jordanu na północ od jeziora Tyberiadzkiego. Kończy swój bieg na węźle drogowym z drogą ekspresową nr 90 przy moszawie Elifelet. Jej przedłużenie dociera jeszcze do bazy wojskowej Filon.